# Trichophyton longifusum
Trichophyton longifusum är en svampart som först beskrevs av Flórián & Galgoczy, och fick sitt nu gällande namn av Ajello 1968. Trichophyton longifusum ingår i släktet Trichophyton och familjen Arthrodermataceae.   Inga underarter finns listade i Catalogue of Life.